# Haasenhof

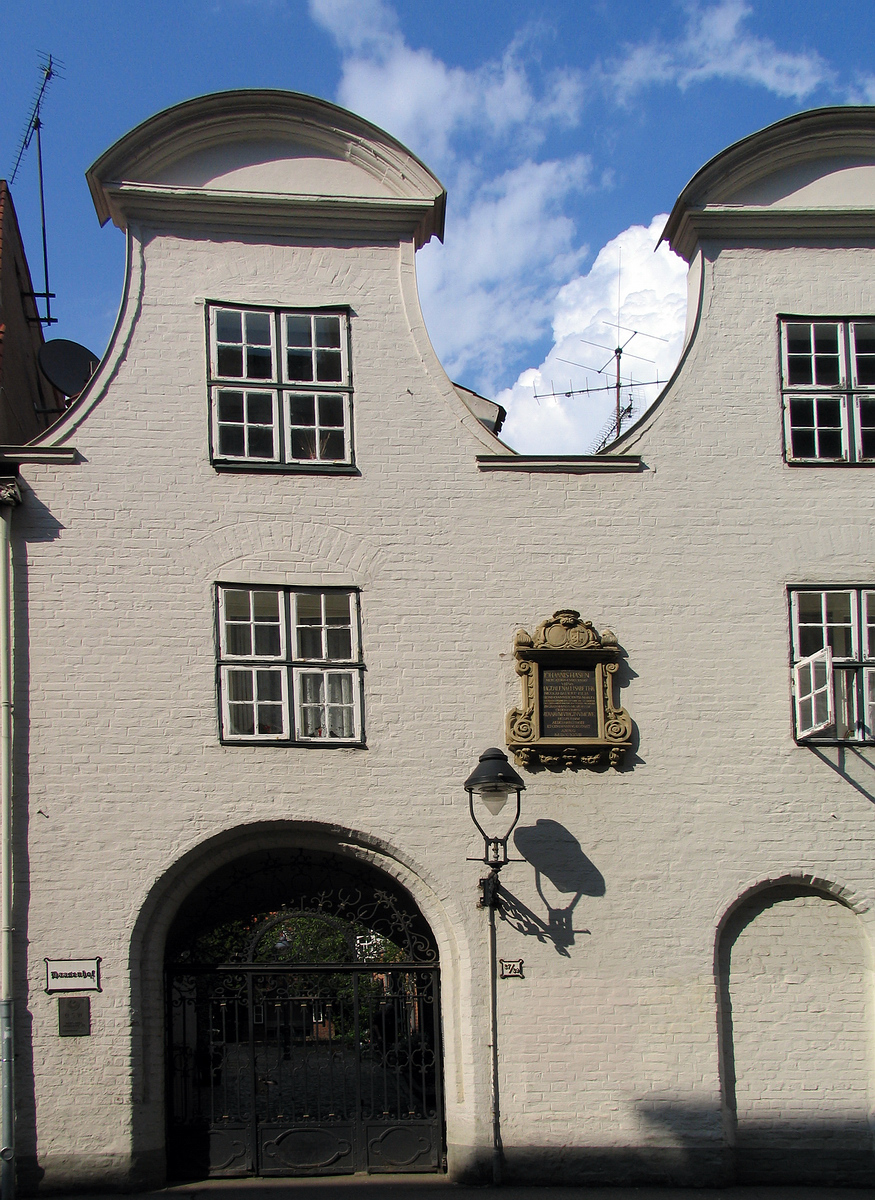
Haasenhof, Teilansicht Vorderhaus

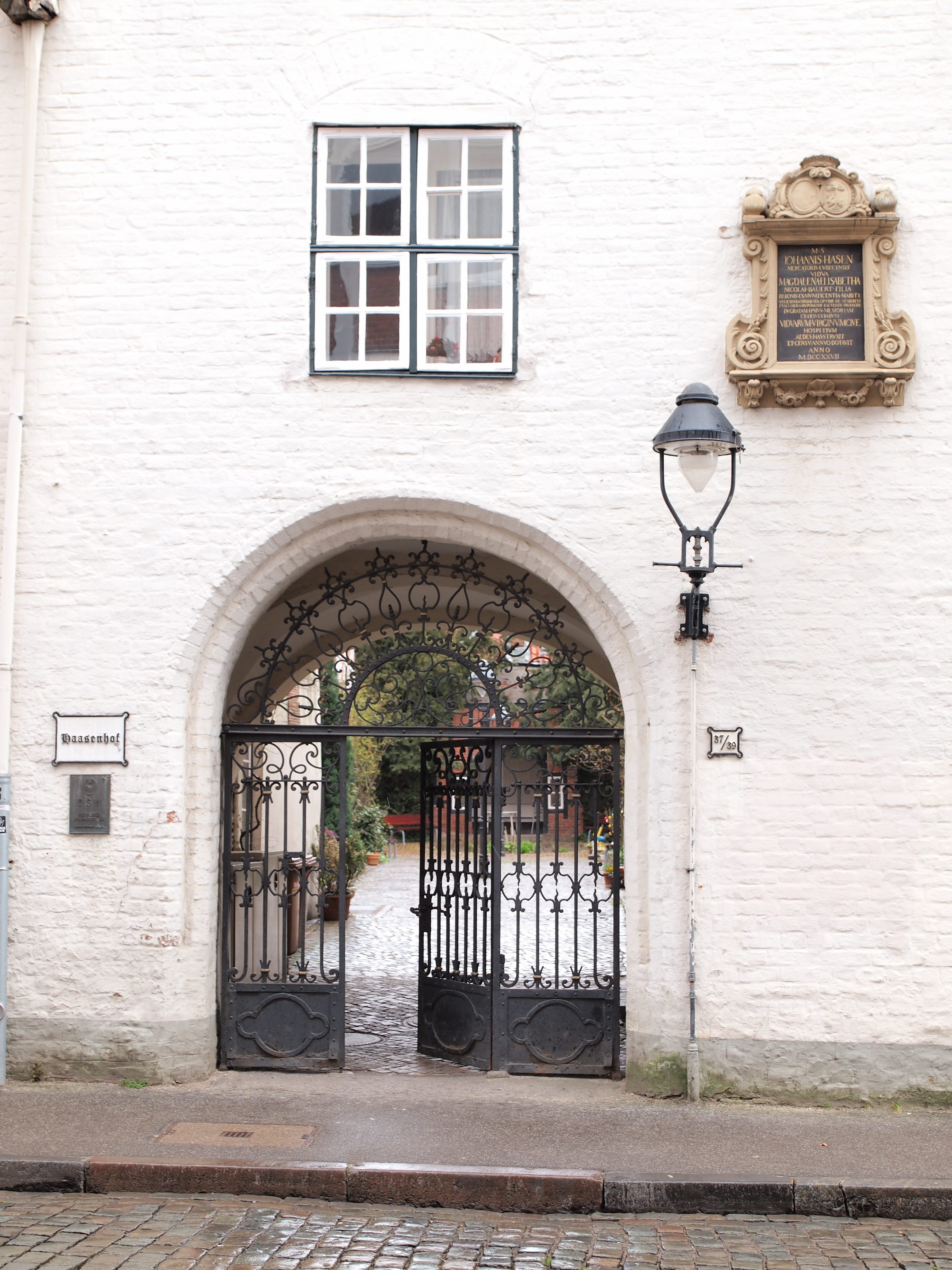
Haasenhof, Hoftor

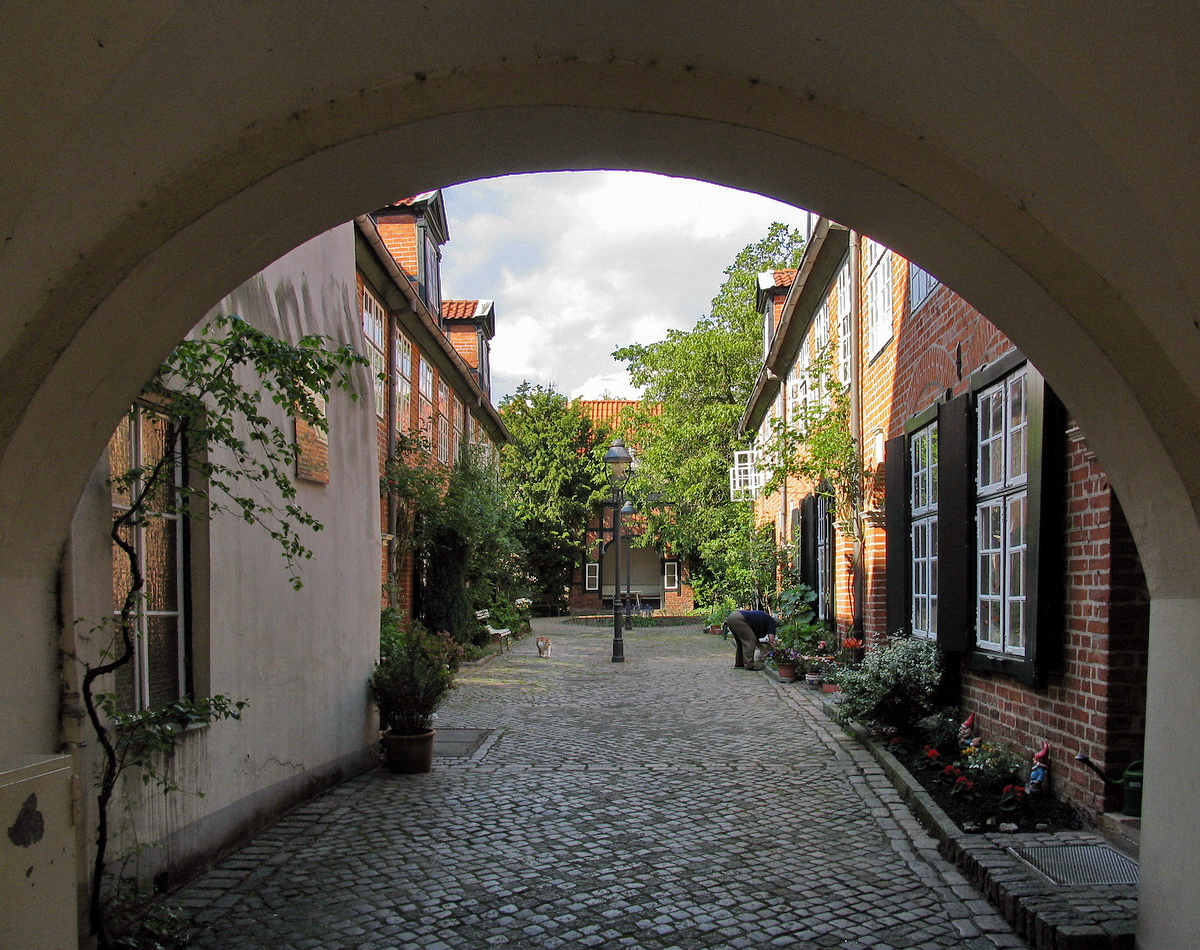
Haasenhof, Blick in den Innenhof

Haasenhof, Blick in den Innenhof (1910)

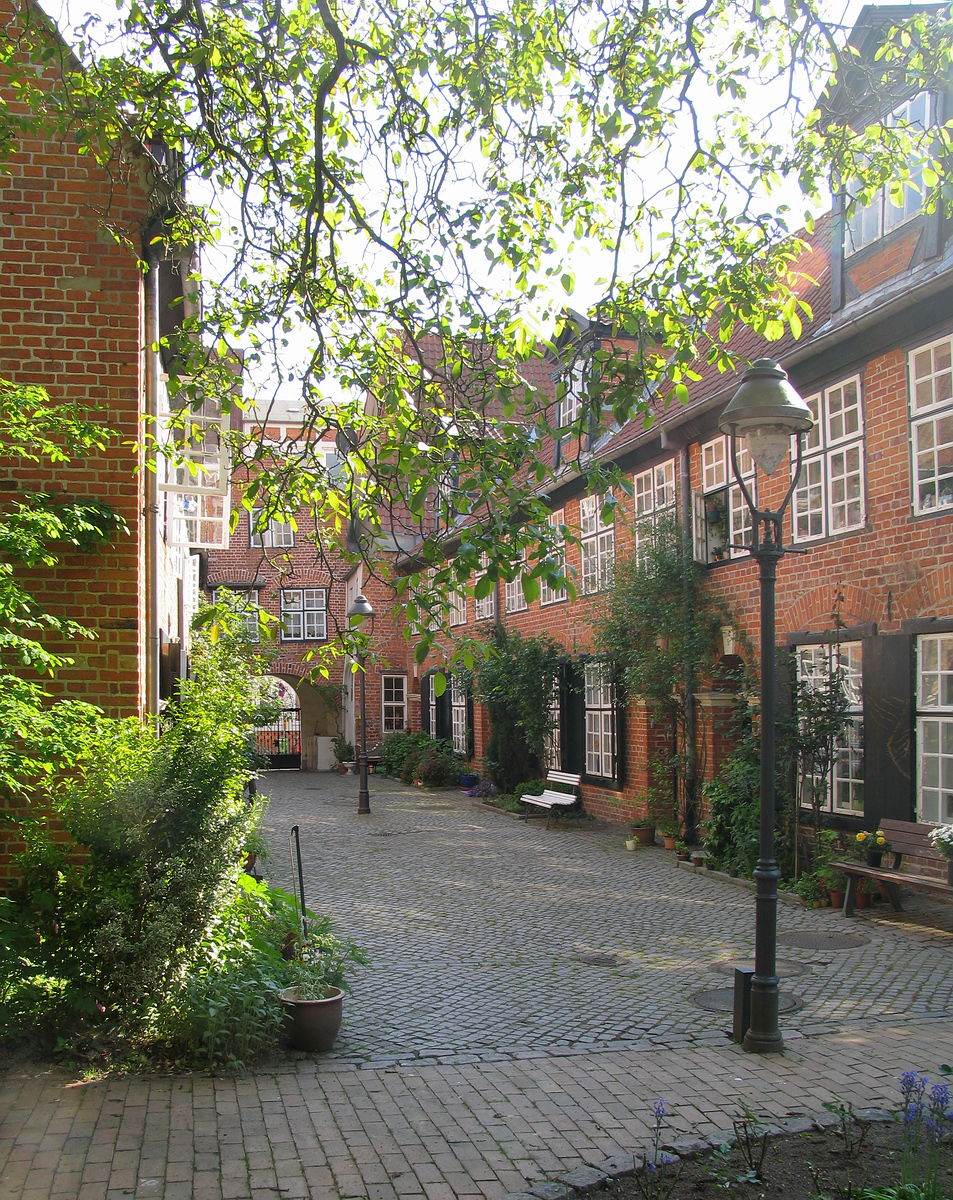
Haasenhof, Innenhof

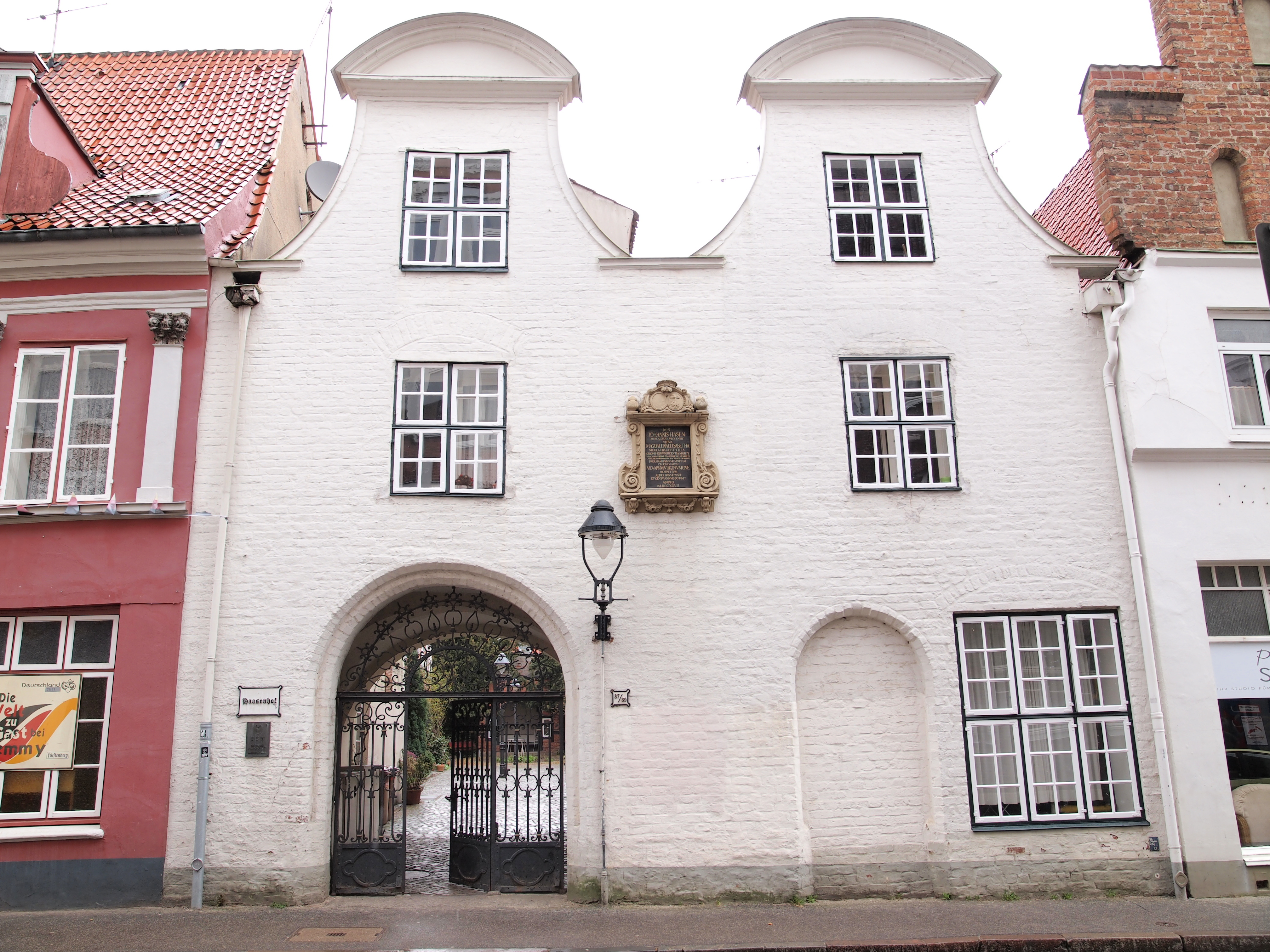
Haasenhof, Gesamtansicht Vorderhaus

Der Haasenhof ist ein denkmalgeschützter Stiftshof in der Dr.-Julius-Leber-Straße der Lübecker Altstadt.

## Haasenhof
Der Haasenhof ist ein Stiftshof, den die Witwe des Weinhändlers Johann Haase (* 1652 in Hamburg; † 22. Januar 1711), Magdalena Elisabeth Haase (* 20. April 1673; † August 1733), geborene Bauert, ab 1725 als Stiftung erbauen ließ. Der Haasenhof wurde 1729 fertiggestellt und befindet sich in der Dr.-Julius-Leber-Straße 37–39. Bis 1946 lautete die Adresse noch Johannisstraße 37, doch die Johannisstraße wurde umbenannt. Aufgenommen werden konnten sechs notleidende Kaufmanns- oder Krämerwitwen, zwei notleidende Brauerwitwen und zwei mittellose Schifferwitwen, alle jeweils mit ihren Kindern, wenn sie welche hatten. Drei weitere Wohnungen waren für sechs in Not geratene Jungfrauen bestimmt, die jeweils zu zweit eine Unterkunft bewohnen konnten. Alle Witwen und Jungfrauen wurden vierteljährlich jeweils mit einem Geldbetrag von zehn Mark unterstützt. Der Haasenhof hat straßenseits zwei ineinander übergehende, kleine, verputzte Giebelhäuser mit Schweifgiebeln sowie im Hof zwei zweigeschossige, heute backsteinsichtige Budenreihen mit den Nummern 1–6 und 8–13. Hinten am Westflügel, etwas zurückversetzt, steht noch ein Einzelhaus, das Vorsteherhaus mit Vorsteherzimmer im ersten Obergeschoss.
Bisher wurde angenommen, dass der Haasenhof neu erbaut wurde, nachdem alles Ältere auf dem Grundstück abgerissen wurde, doch die Datierung der bei Restaurierungsarbeiten 1999 entdeckten, historisch und kunstgeschichtlich wertvollen Wandmalereien ergab, dass zumindest das Haus mit dem Vorsteherzimmer älter sein muss. Nachforschungen belegten dies und es stellte sich heraus, dass es vorher schon einige Eigentümer gegeben hatte. Im Zeitraum von 1615 bis 1657 war das Haus Eigentum von Hans Witte. Es brannte ab und stand ab 1657 leer. Von 1677 bis 1681 gehörte es der Witwe Anna Busch, welche den Prediger Thomas Carstens – Sohn des ehemaligen Eigentümers des Nachbarhauses (Johannisstraße 20, 25 Jahre Eigentum von 1649 an), Syndikus Joachim Carstens – heiratete. Von 1681 bis 1687 ist sie als Thomas Carstens Witwe Anna als Eigentümerin angegeben. Sie heiratete den Juristen Johann Adolph Höltich in dritter Ehe, der von 1687 bis 1696 dann als Hauseigentümer genannt wird. Vermutlich aber nur formal, denn es heißt, Anna Höltich habe das Haus 1696 ihren Erben (vermutlich möglichen Kindern aus vorherigen Ehen) hinterlassen und diese hätten es wiederum Johann Adolph Höltich überlassen. Der erste genannte und bekannte Eigentümer eines Hauses in der Dr.-Julius-Leber-Straße 37–39 war Ratsherr und späterer Bürgermeister Tidemann Warendorp von 1344 bis 1345.
Der Haasenhof ist der jüngste der Lübecker Stiftshöfe und befindet sich heute unter Denkmalschutz. Er steht auf der Liste der Kulturdenkmale der Lübecker Altstadt, die im Dezember 1987 Weltkulturerbe der UNESCO wurde.
Magdalena Elisabeth Haase stiftete außerdem 1732 der Maria-Magdalenenkirche eine neue Kanzel. Über den Verbleib dieser Kanzel ist nichts mehr bekannt. Die Einweihungspredigt des Superintendenten Johann Gottlob Carpzov hingegen ist noch gedruckt und digitalisiert erhalten. Sie selbst wohnte bis zu ihrem Tod in der Alfstraße 38. Im Haus dort hängt auch eine Erinnerungstafel. Ob sie und ihr Mann gemeinsam die dortigen Malereien, mit Szenen aus Ovids Metamorphosen, im Saal des Seitenflügels im Obergeschoss in Auftrag gaben, konnte bisher noch nicht geklärt werden. Es liegt aber nahe. Magdalena Elisabeth Haase wurde an der nördlichen Abseite in der Marienkirche beigesetzt.

## Malereien
Die ältesten Malereien im Haasenhof sind die 1999 entdeckten, barocken Wandmalereien im früher entstandenen Vorsteherhaus. So umfangreiche und so gut erhaltene Malereien sind sehr selten in Schleswig-Holstein. Es hat bisher keinen vergleichbaren Fund gegeben. Drei Wände des Raumes sind vollflächig mit einer großblättrigen Rankenmalerei bemalt, die in Form und Detail identisch mit der Malerei auf der Holzbalkendecke des Raumes ist. Sie gilt als historisch und kunstgeschichtlich wertvoll. Sie verschwand aber wieder hinter den später entstandenen Malereien auf Holzpaneelen, die als genauso historisch und kunstgeschichtlich wertvoll gelten und hinter denen sie sich vorher befanden.
Die von 1725 bis 1729 entstandenen Malereien auf Holzpaneelen wurden von dem Maler J. S. Schmidt (in einer Quelle auch J. H. Schmidt) geschaffen. Die zur ursprünglichen Raumausstattung gehörenden Holzpaneele bedeckten sämtliche Wandflächen und bildeten kompositionell einzelne Bilder, die mit 15 cm breiten, als Marmorimitation gemalten Rahmen umgeben waren. Themen der Malereien sind Genrebilder, die in den einzelnen Zimmern ein thematisches Ganzes bildeten. Als Hintergrund diente meist eine romantische Landschaft mit Darstellungen lyrischer Gestalten, phantasievoller Pflanzen und Blumen sowie von Tieren, überwiegend fliegende oder sitzende Vögel. Für die Vögel benutze er Schablonen. Biblische Szenen zum Thema Nächstenliebe wie Elia und die Witwe von Zarpath, Barmherziger Samariter, Wunder der Ölvermehrung, Ruth mit Ähren vor Boas, Mann bittet wandernde Frau ins Haus und Caritas, eine Allegorie, waren Thema im Vorsteherzimmer. Eine Wand im Vorsteherzimmer wurde nachträglich 1910 malerisch marmoriert und stammt nicht von J. S. Schmidt. Im Vorsteherzimmer hängen auch die beiden Porträts von Johann Haase und seiner Frau Magdalena Elisabeth Haase, die vom Stil her vermutlich auch nicht von J. S. Schmidt sind und vorher, zu Lebzeiten von Johann Haase, gemalt wurden.

## Drehort Haasenhof
Der Haasenhof wurde des Öfteren als Drehort benutzt.
1976 wurde für die die Weihnachtsgeschichte Kein Abend wie jeder andere hier gedreht. Regie führte Hermann Leitner, für die Kamera war Hans Jura zuständig und als Schauspieler gaben, neben anderen, Heinz Rühmann (als Röder), Sir Peter Ustinov (als Billy), Ilsemarie Schnering (als Mathilde), Eva Maria Bauer (als eine Kundin), Sabine Hennemann (als Lisa) und Konstantin Probst (als ein Junge) ihr Bestes. Für den Film wurden auch zwei Fensterläden des Haasenhofes (in dem Film Fensterläden von Billy) mit den Farben des Union Jack bemalt. Die Erstausstrahlung war am 24. Dezember 1976 im ZDF.